# 阿诺埃塔
阿诺埃塔（西班牙語：Anoeta）是西班牙巴斯克自治区吉普斯夸省的一个市镇。总面积4平方公里，总人口1709人（2001年），人口密度427人/平方公里。